# Bisdom Estância
Het bisdom Estância (Latijn: Dioecesis Stantiana) is een rooms-katholiek bisdom met als zetel Estância, in Brazilië. Het bisdom is suffragaan aan het aartsbisdom Aracaju.

## Geschiedenis
Het bisdom werd opgericht op 30 april 1960, uit delen van het bisdom Aracaju. 

## Parochies
Het bisdom had in 2021 een oppervlakte van 6.650 km2 en telde 511.523 inwoners waarvan 78,2% rooms-katholiek was.

## Bisschoppen
- Francisco de Assis Portela (23 juli 1960 - 11 oktober 1960)
- José Bezerra Coutinho (28 januari 1961 - 1 juni 1985)
- Hildebrando Mendes Costa (25 maart 1986 - 30 april 2003)
- Marco Eugênio Galrão Leite de Almeida (30 april 2003 - 25 september 2013)
- Giovanni Crippa (9 juli 2014 - 11 augustus 2021)
- José Genivaldo Garcia (30 november 2022 - heden)

Aracaju (aartsbisdom) · Estância · Propriá